# Poetul călare pe Pegas
Poetul călare pe Pegas (în franceză Le Poète chevauchant Pégase), cunoscut și ca Apollo pe Pegas (în franceză Apollon sur Pégase) sau Pegas purtând poetul spre regiunile viselor (în franceză Pégase emportant le poète vers les régions du rêve), este o sculptură ecvestră din bronz a unui personaj pe calul mitic Pegas, care a fost realizată de sculptorul Alexandre Falguière. Ea a fost turnată în 1896 și ridicată pe soclu în 1897.
Monumentul este situat în Square de l'Opéra-Louis-Jouvet⁠(d) din arondismentul 9 al Parisului.

## Originea monumentului
Ideea realizării acestui monument este rezultatul unui concurs secret organizat în anul 1890 între Alexandre Falguière și Louis-Ernest Barrias⁠(d) pentru realizarea unui monument dedicat scriitorului Victor Hugo (1802–1885). Barrias a câștigat acel concurs, dar Falguière a extras din proiectul său un grup ecvestru denumit „Apollo călare pe Pegas”. „Poetul” ar fi deci zeul Apollo din mitologiile greacă și romană. Primăria orașului Paris a comandat această lucrare în anul 1896 pentru Piața Baudreau (viitoarea Square de l'Opéra-Louis-Jouvet⁠(d)) și i-a oferit sculptorului suma de 8.000 de franci.
Monumentul a fost turnat în bronz la atelierul Thiébaut Frères⁠(d) în 14 aprilie 1896 și apoi a fost înălțat în Piața Baudreau în iulie 1897. Numele pieței a fost schimbat la 5 mai 1955 în cel de Square de l'Opéra Louis Jouvet.

## Descriere
Sculptura „Poetul călare pe Pegas” cântărește 1131 kg și are la bază inscripția „A. FALGUIERE”.

## Galerie

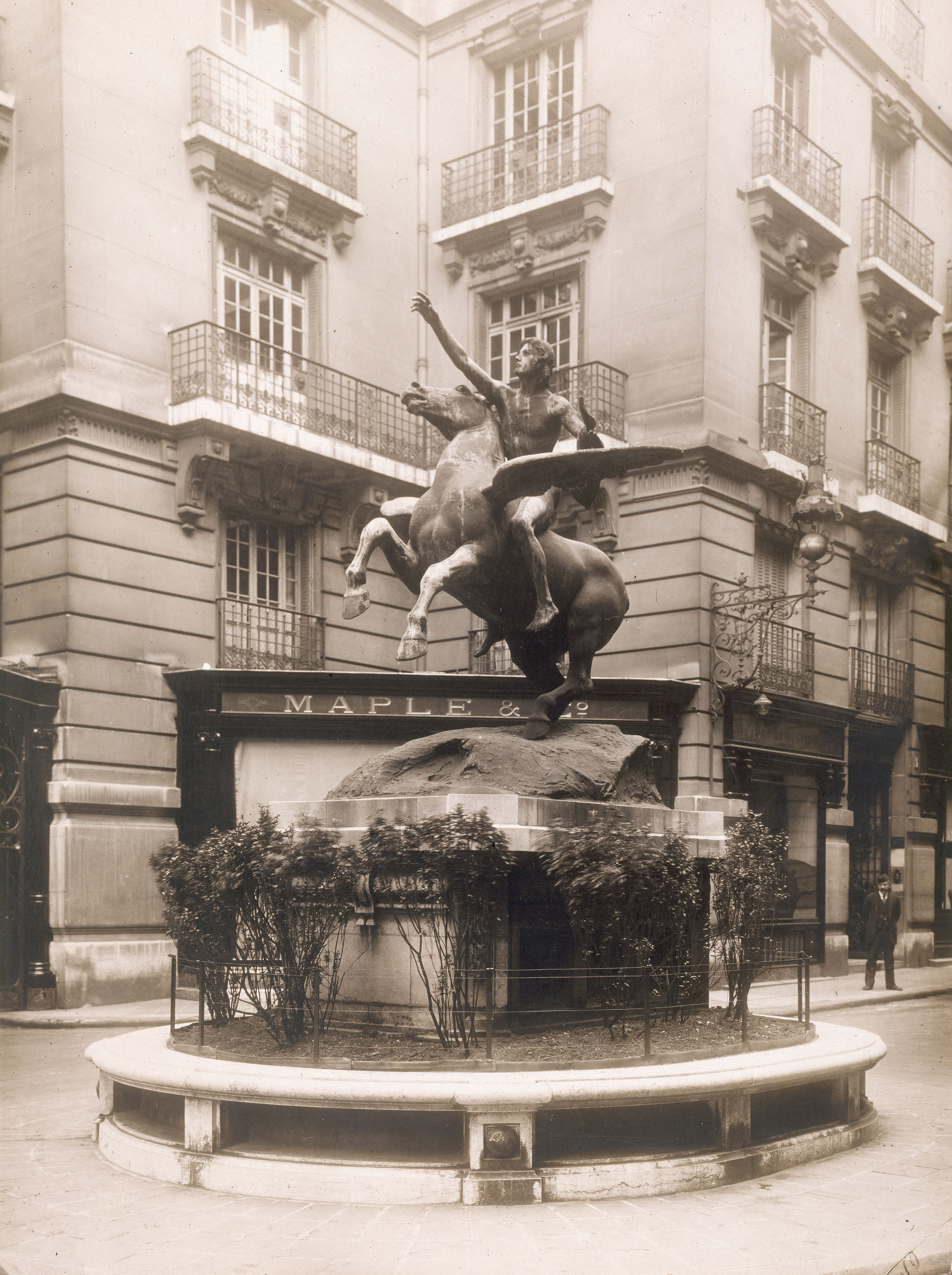
Imagine din 1919
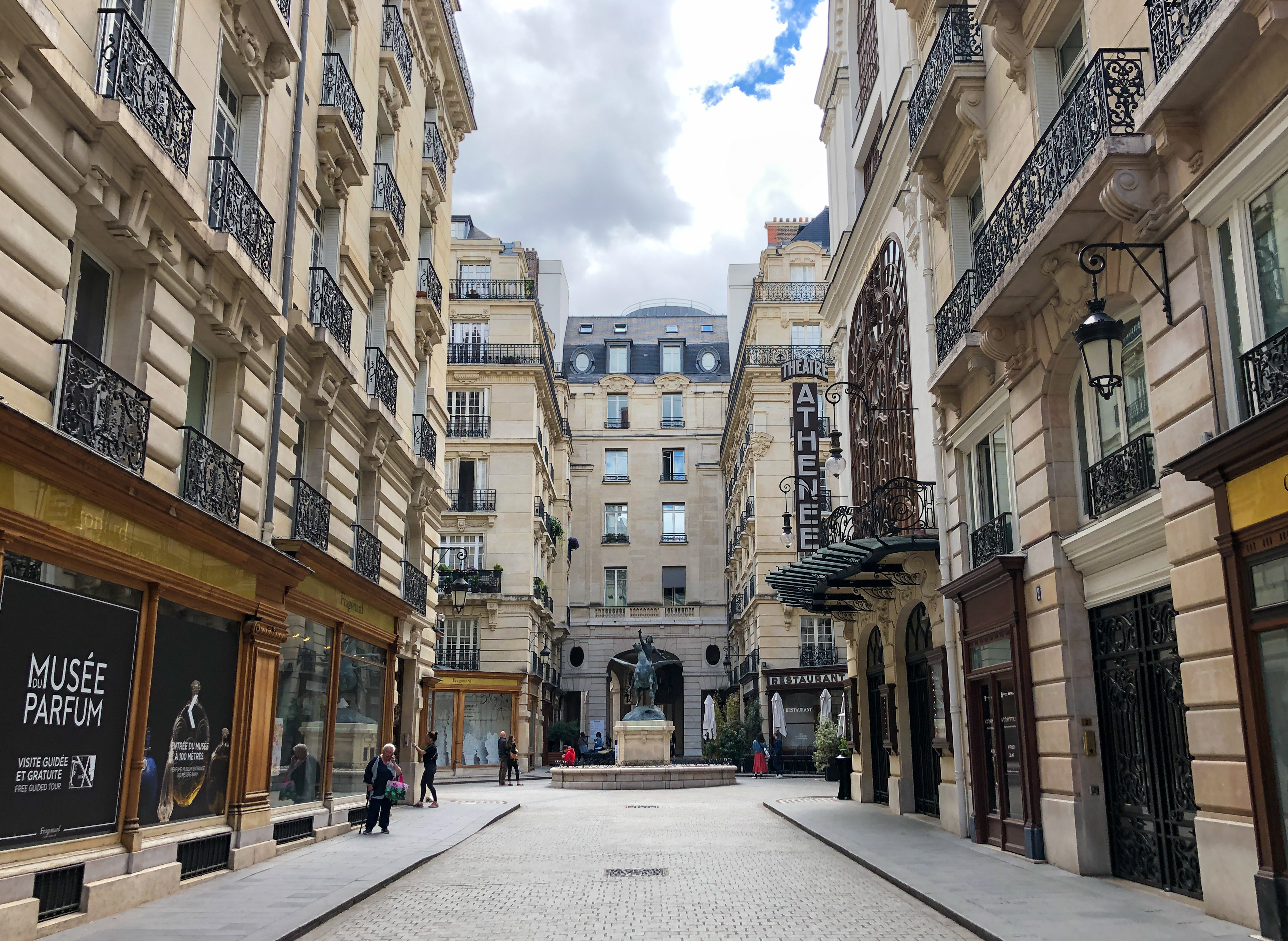
Square de l'Opéra-Louis-Jouvet cu monumentul cu monumentul privit din față
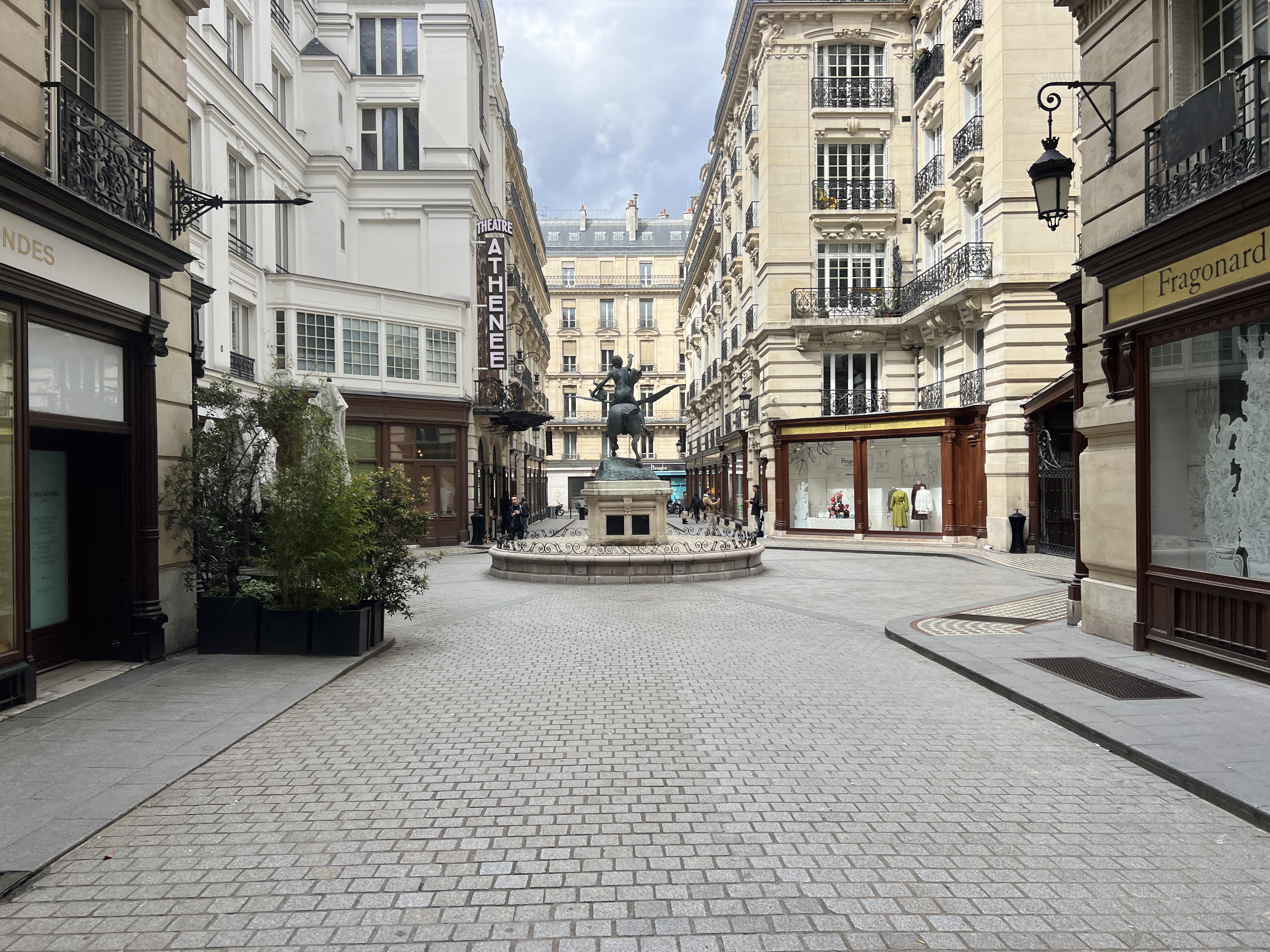
Square de l'Opéra-Louis-Jouvet cu monumentul privit din spate
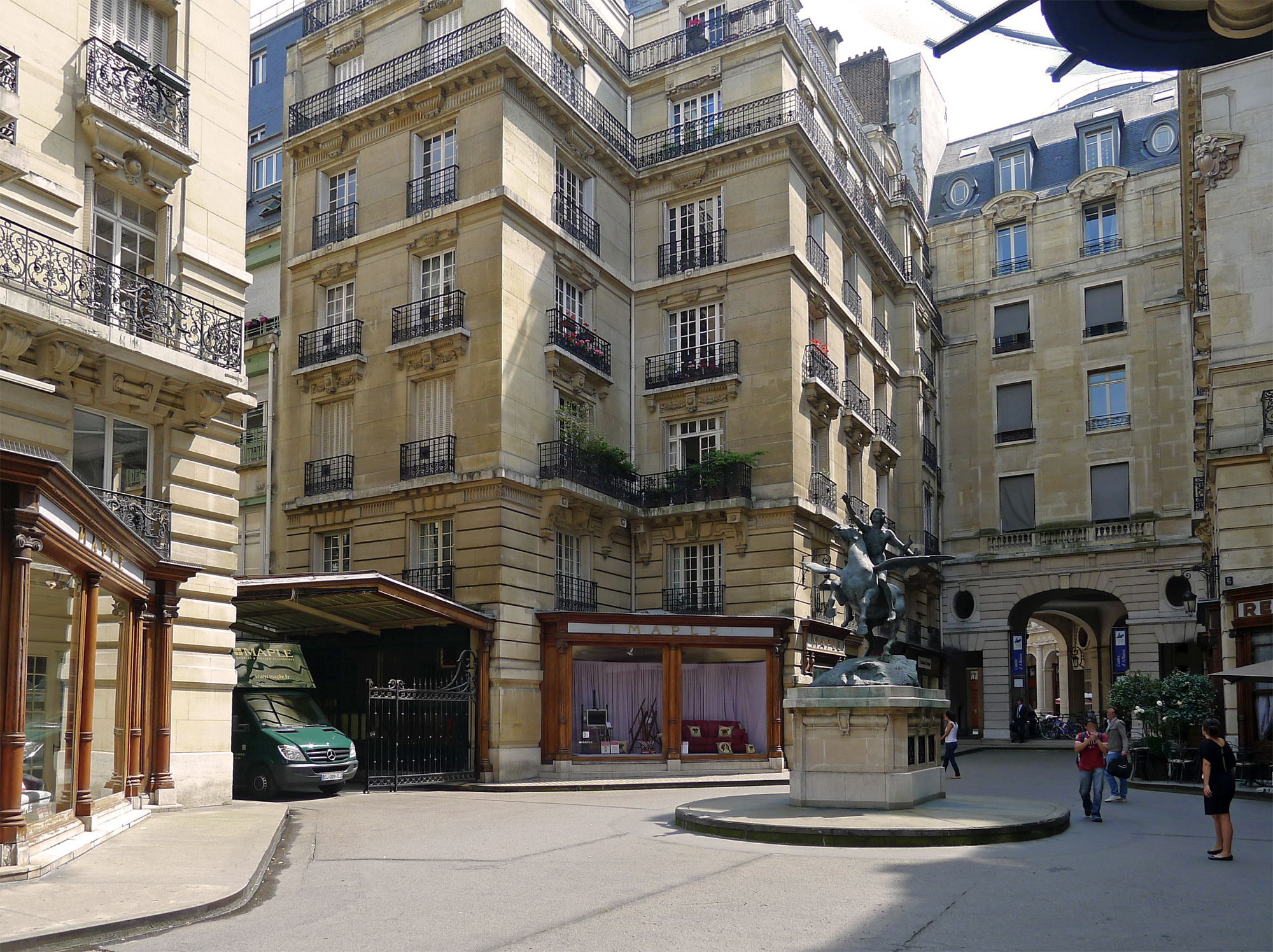
Square de l'Opéra-Louis-Jouvet cu monumentul cu monumentul privit din față
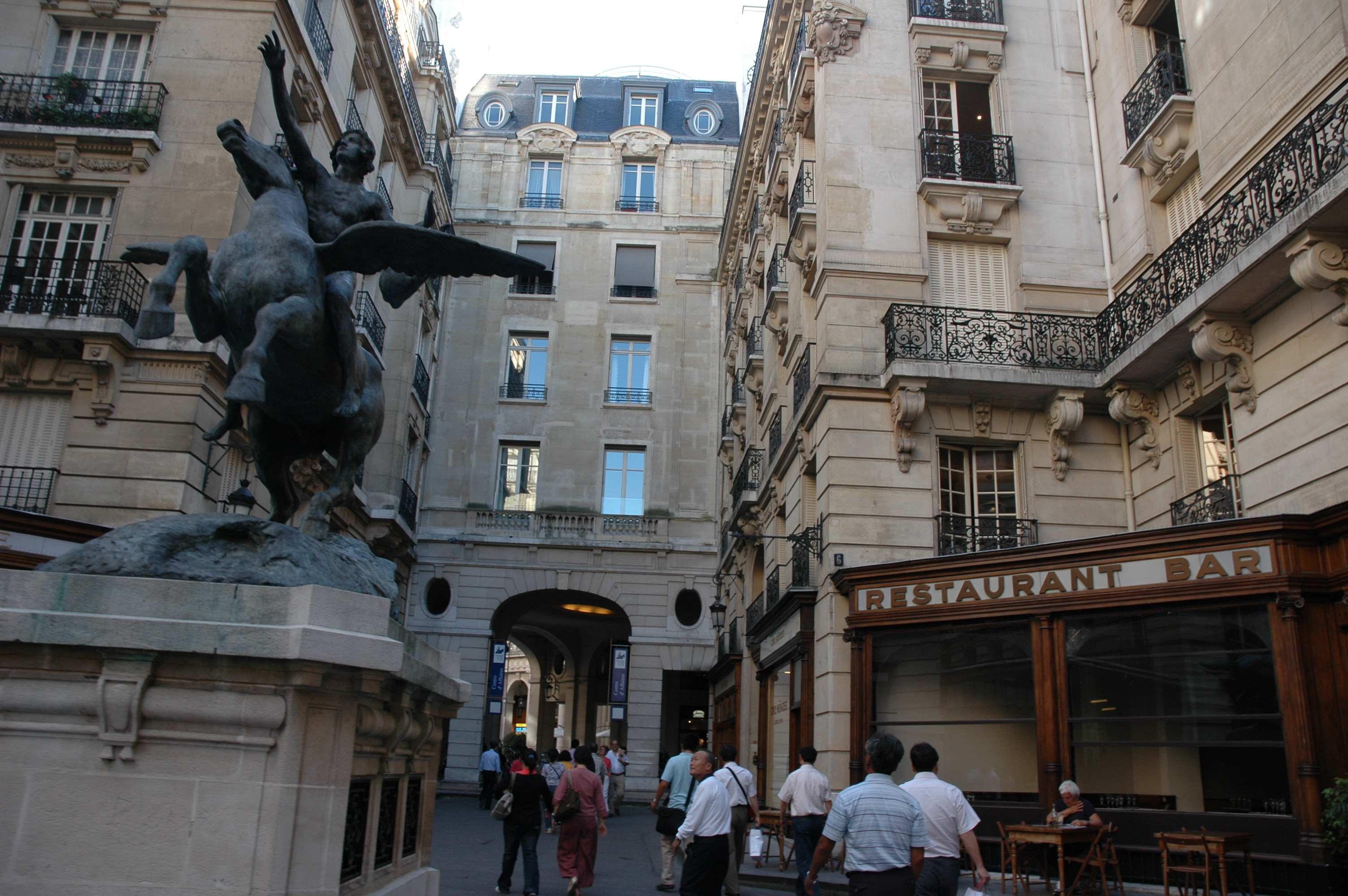
Square de l'Opéra-Louis-Jouvet
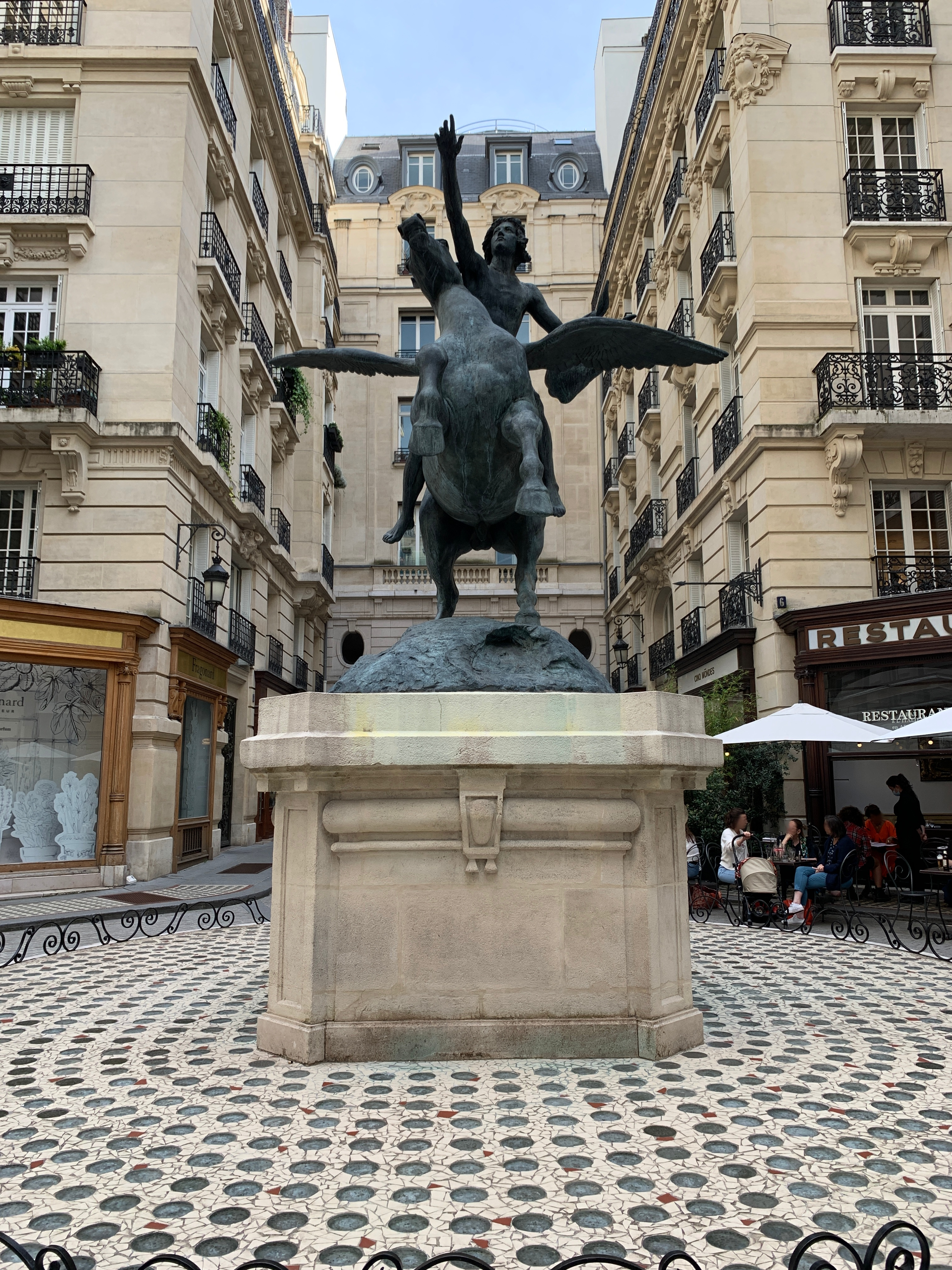
Monumentul privit din față
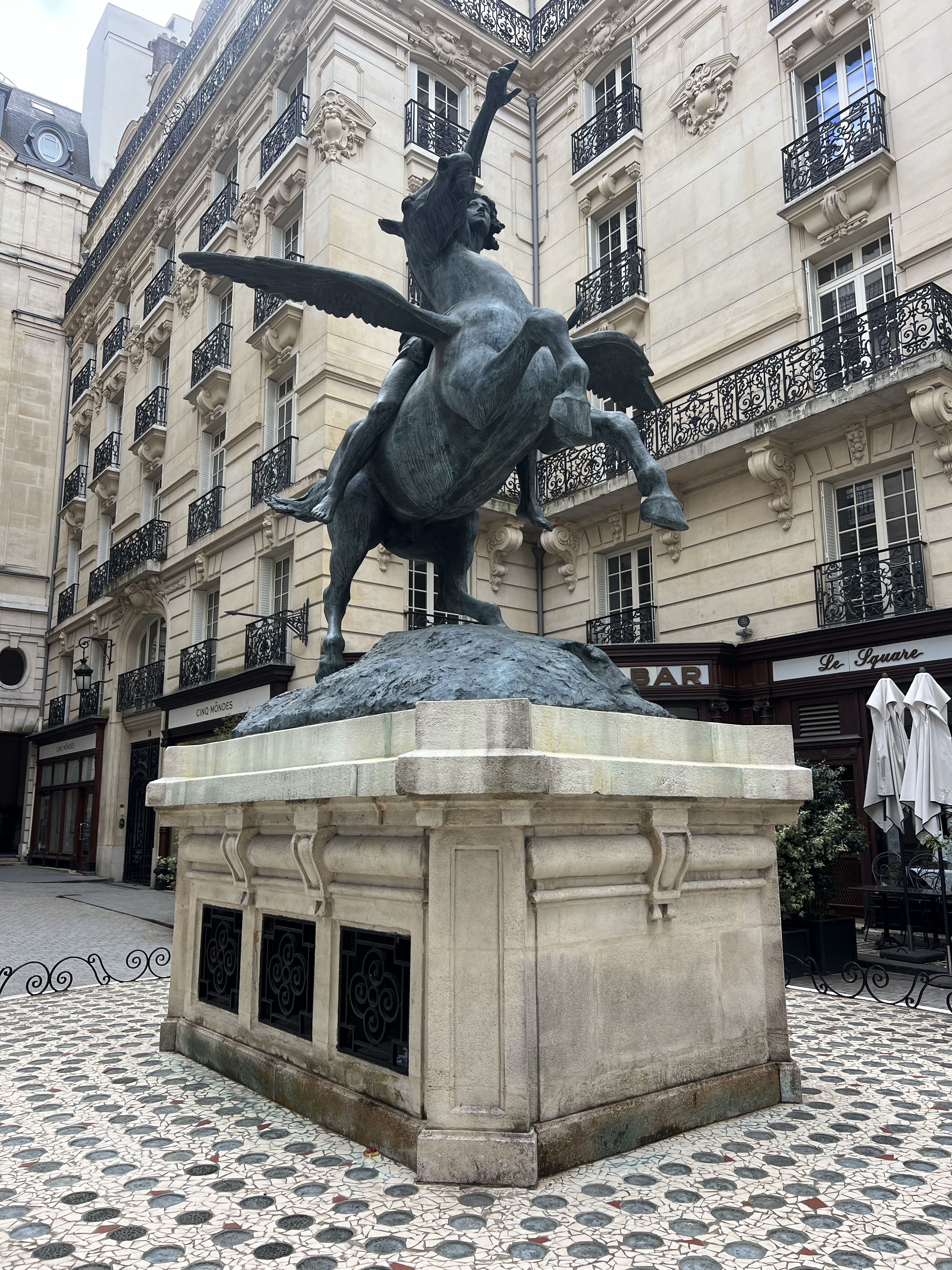
Monumentul privit din lateral
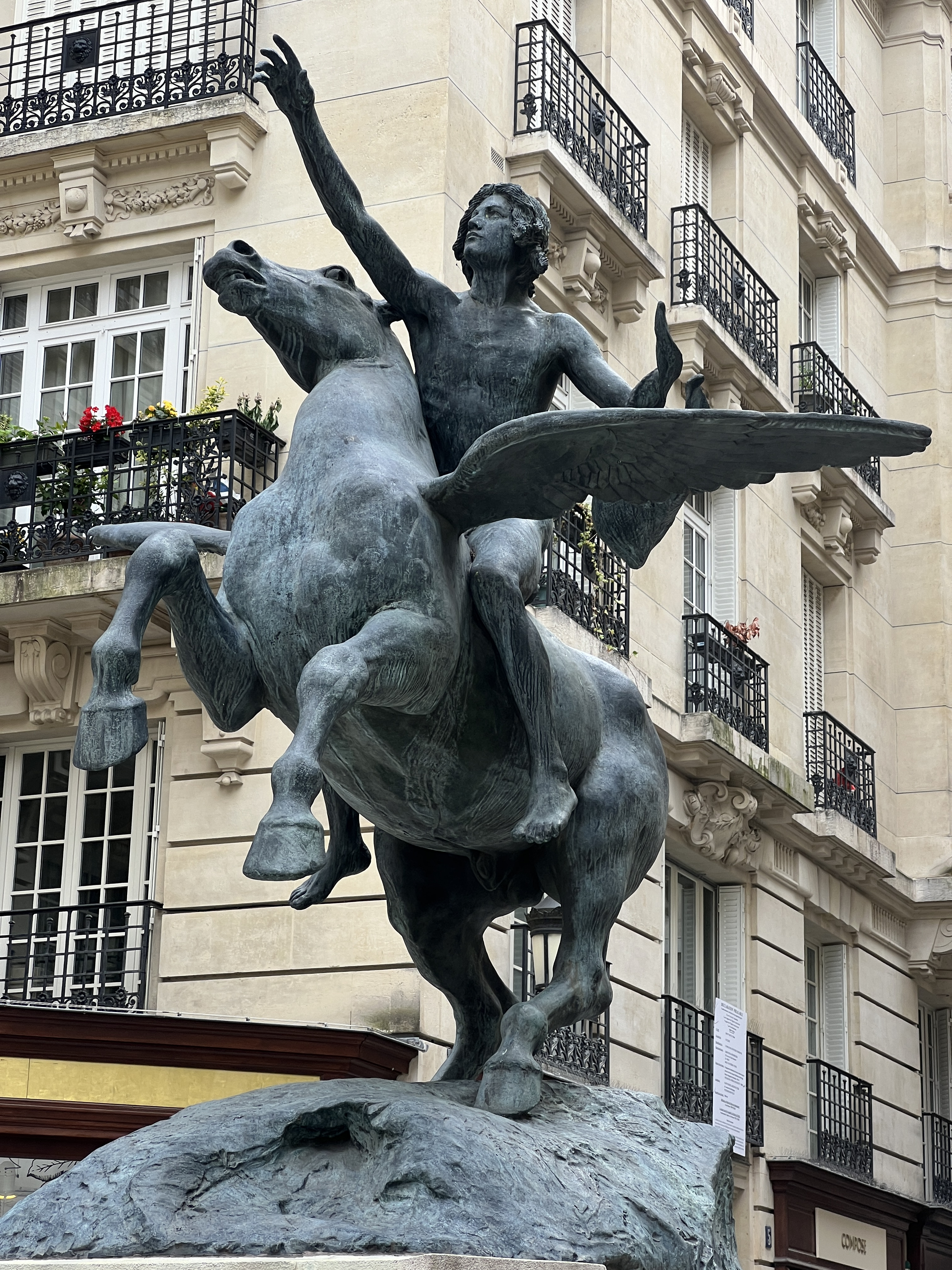
Sculptura privită de aproape